# Alepidea
- Commons
- Wikispecies

Alepidea é um género botânico pertencente à família Apiaceae.

## Espécies
- Alepidea amatymbica Eckl. & Zeyh.
- Alepidea natalensis J.M.Wood & M.S.Evans
- Alepidea peduncularis A.Rich.
- Alepidea setifera N.E.Br.
- «Lista completa»